# Civitas libera
Una civitas libera ("ciudad libre" en latín, en plural, civitates liberæ; también urbs liberae condicionis; en griego: ἐλευθέρα καὶ αὐτόνομος πόλις) fue la designación dada a una ciudad autónoma durante las épocas imperial romana y helenística. El estado le fue otorgado por el emperador, que, sin embargo, supervisaba los asuntos de la ciudad a través de sus epistates o curator respectivamente. Varias ciudades libres también tenían derecho a emitir monedas que llevaran el nombre de la ciudad.

## Historia
Ejemplos de ciudades libres incluyen Anfípolis, que después del 357 a. C. permaneció como una ciudad autónoma y libre dentro del reino macedonio; y probablemente también Casandrea y Filipos.
Bajo el dominio seléucida, numerosas ciudades gozaron de autonomía y emitieron monedas; algunas de ellas, como Seleucia y Tarso, continuaron siendo ciudades libres, incluso después de la conquista romana de Pompeyo. Nicópolis también fue constituida como ciudad libre por Augusto, su fundador. Salónica, después de la batalla de Filipos, se convirtió en ciudad libre en el 42 a. C., cuando se puso del lado de los vencedores. Atenas, una ciudad libre con sus propias leyes, apeló a Adriano para que diseñara nuevas leyes que él modeló a partir de las dadas por Dracón y Solón.
Autonomi o más bien Autonomoi era el nombre dado por los griegos a aquellos estados que se regían por sus propias leyes y no estaban sujetos a ningún poder extranjero. Este nombre también se le dio a aquellas ciudades sometidas a los romanos, a las que se les permitió disfrutar de sus propias leyes y elegir sus propios magistrados. Este permiso fue considerado un gran privilegio y una marca de honor; y, en consecuencia, se encuentra registrado en monedas y medallas (p. ej. la Metrópoli de los antioqueños autónomos).